# Horní Maršov
Horní Maršov (niem. Marschendorf) – gmina w Czechach, w powiecie Trutnov, w kraju hradeckim. Według danych z dnia 1 stycznia 2014 liczyła 1 036 mieszkańców.
19 sierpnia 2018 spłonęły dach i wieża tutejszego pałacu.